# Soldatensprache
Soldatensprache bezeichnet den unter Soldaten üblichen Jargon. Sie ist zu unterscheiden von der Kommandosprache und der militärischen Fachsprache.

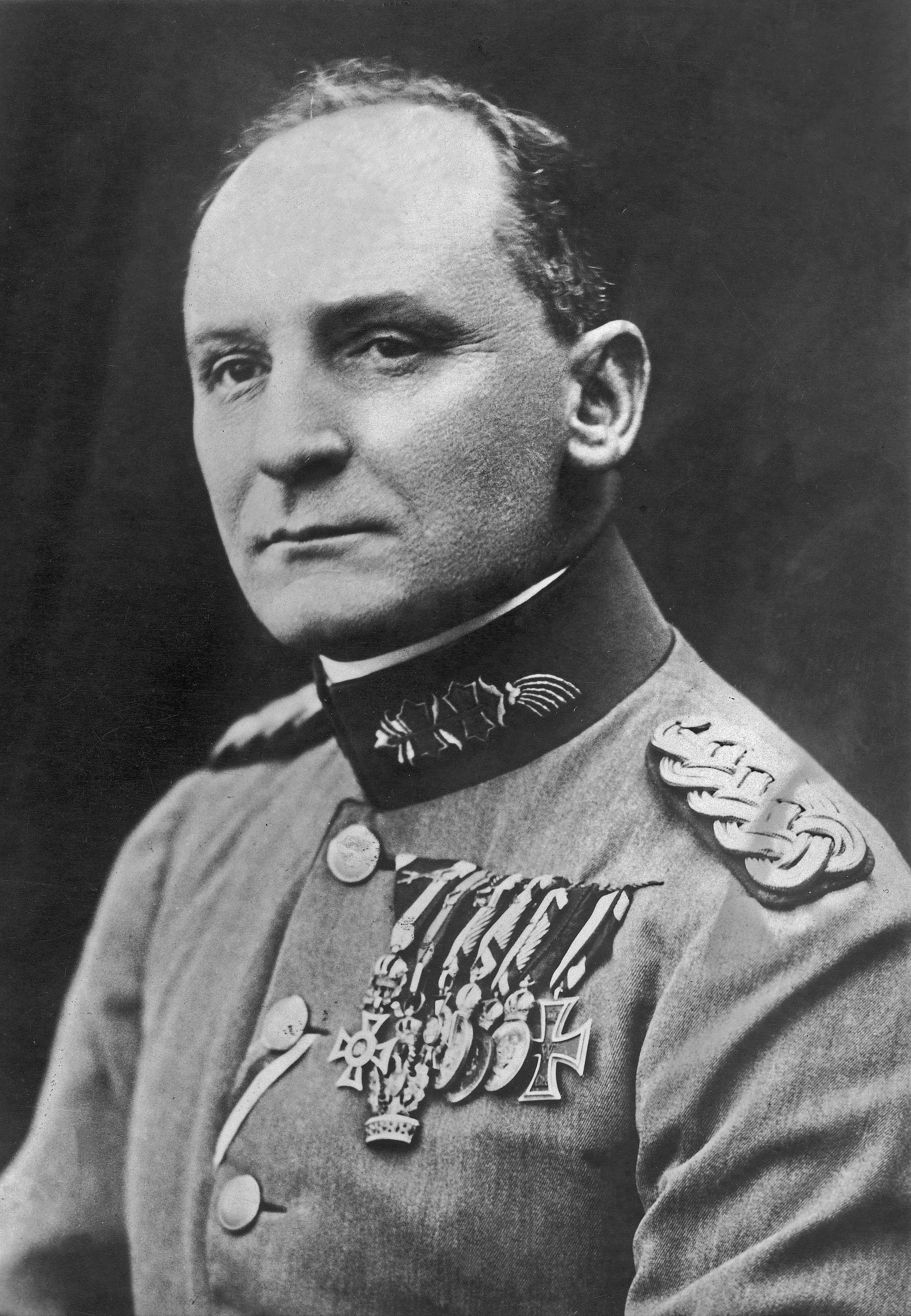
Im Zweiten Weltkrieg wurden Stabsoffiziere oder Generäle „Raupenschlepper“ genannt, wegen der an Raupen erinnernden geflochtenen Schulterstücke ihrer Uniform (Heeresinspektor des österreichischen Bundesheeres ab 1930, Sigmund Knaus)

## Merkmale
Die „Soldatensprache“ ist eine von Mannschaftssoldaten entwickelte Sondersprache. Im Gegensatz zur Gefechts- und Kommandosprache wird sie inoffiziell verwendet. Je härter der Militäralltag von Soldaten empfunden wird, desto ausgeprägter und differenzierter ist das sprachliche Aufbegehren.
Die Soldatensprache umfasst: Neubildungen, Prägung neuer Wörter und Wortbedeutungen, Mundart, vulgäre Umgangssprache, Rotwelsch, Berufssprachen (wie z. B. Jägersprache), Schüler- und Studentensprache usw.
Die Soldatensprache dient dazu, den Dienstalltag mit Humor zu erleichtern. Sie kann das Gefühl von Gruppenzugehörigkeit fördern und Frust abbauen. Themen der Soldatensprache sind das Leben in der Kaserne, die Ausbildung, Militärseelsorge, Urlaub, Freizeitgestaltung, die Beziehungen zum anderen Geschlecht, aber auch der Tod.
Im Kalten Krieg, insbesondere bei der Bundeswehr, wurden Komposita mit dem Erstglied „NATO“ gebildet. Der Gefechtshelm hieß „NATO-Knitterfreier“. Die Soldaten der Bundesmarine waren „NATO-Fischer“. „NATO-Zement“ bezeichnete den Kartoffelbrei auf Basis von Kartoffelflocken. NATO wurde von den Soldaten auch als Akronym benutzt: „No action, talk only“, „Never ask the officer“, „No action, travel only“.
Ein weiteres wichtiges Thema im Kalten Krieg war der Wehrdienst. Die Wehrpflichtigen in der Bundesrepublik Deutschland „gammelten beim Bund“. Die NVA-Soldaten in der DDR mussten „zur Fahne“ als Wehrdienstleistende, „zum Spaten“ als „Bausoldaten“, umgangssprachlich „Spatis“. Wortschöpfungen entstanden in der NVA auch aus der besonders stark ausgeprägten Hierarchie unter den Wehrpflichtigen. Je nach Entlassungsquartalen waren sie „Rotärsche“, „Vize“ und „Reservisten“. Es entstanden abfällige Namen für neue Rekruten wie „Springpups“, „Rotarsch“, „Glatter“, „Spruz“ oder „Heißdüse“.
Die Soldatensprache reagiert manchmal direkt auf aktuelle Situationen und Ereignisse. Soldatensprachliche Elemente, Begriffe und Ausdrücke können dabei sehr kurzlebig sein und beschränken sich oft nur auf eine kleine Region oder eine einzelne Truppengattung. Heute sind Auslandseinsätze ein dauerhaft präsentes Thema. Politiker und Journalisten gehen daher als „Gefechtsfeldtouristen“ auf „Jukuhu-Fahrten“. Die gebräunte Haut an nicht uniform-bedeckten Stellen wird als „NATO-Bräune“ bezeichnet.
Es gibt Unterschiede zwischen Luftwaffe, Marine und Heer. In der Marine gibt es einen Marineslang, der auch „Decksdeutsch“ genannt wird. „Anheuern“ wird auch im Kontext der Frauenumwerbung genutzt. Im zivilen Leben sind für einige Marineangehörige die Türen „Schotten“, die Fenster „Bulleyes“ oder das zweite Stockwerk eines Hauses ist das „B-Deck“.
Gemein ist allen Varianten eine „eigentümliche Bildkraft, Witz und Humor“. Insbesondere ältere Wörter gingen auch in den allgemeinen Wortschatz über. Es entstanden im Lauf der Zeit viele Modewörter, die kurz darauf wieder verschwanden. Viele Wortneuschöpfungen und Metaphern gingen aber auch in den allgemeinen Sprachgebrauch über und werden heute losgelöst von den zeitlichen und militärischen Hintergründen verwendet, zum Beispiel „ins Gras beißen“, „Blindgänger“ oder „Zapfenstreich“.
Weitere Beispiele von Soldatensprache sind militärische Abkürzungen: "AküFiBw" (Abkürzungsfimmel Bundeswehr), "agfa" ("alles glatt für den Arsch"), "Haggi" (Hauptgefreiter).

## Einfluss von Frauen
Der Einfluss von Frauen auf die von Männern geprägte Soldatensprache war und ist nicht unerheblich. Gerade in früheren Zeiten wurde das Gewehr als Frauenersatz gesehen. Daher bekam es die Bezeichnung „Soldatenbraut“ oder „Herzensdame“. Das Thema Frau fand auch in den Gesprächen der Soldaten Einzug, meist mit abwertenden Konnotationen: „Fachkraft: leicht zugängliches Mädchen, die als Fachkraft in praktischer Sexualität gilt“, „S-1-Mieze: zivile Angestellte im Geschäftszimmer“, „Regimentsmatratzen: Frauen, die sich in der NVA freiwillig zum Dienst meldeten“. Die Soldatensprache war lange „reine Männersprache“, die als weiblich wahrgenommene Denkmuster von Liebe oder Nähe verspottete. Eine schleichende Wandlung der „Soldatensprache“ fand mit der Zulassung von Frauen in allen militärischen Bereichen durch das Urteil des Europäischen Gerichtshofs aus dem Jahr 2000 statt (siehe auch Kreil-Entscheidung). Dieses Urteil wurde durch das Gesetz zur Durchsetzung der Gleichstellung von Frauen und Männern vom 30. November 2001 und das Gesetz zur Durchsetzung der Gleichstellung von Soldatinnen und Soldaten der Bundeswehr vom 27. Dezember 2004 ergänzt (siehe Frauen in der Bundeswehr).
Diese rechtlichen Regelungen sollten neben der beruflichen auch die sprachliche Gleichstellung mittels des Suffixes -in, beispielsweise Kommandantin, herstellen (eine Movierung, vergleiche Weibliche Berufsbezeichnungen in Europa). Dies führte zu paarweisen Auflistungen, die dem auf Einfachheit und Funktionalität ausgelegten militärischen Sprachgebrauch zuwiderliefen. Daher entstand 2009 mit der G1/A1-Information ein Leitfaden zur sprachlichen Gleichbehandlung von Soldaten. Beidnennung (Paarform) von femininer und maskuliner Bezeichnung sollten „nur gezielt […] und insgesamt sparsam“ eingesetzt werden. Bevorzugt sollten Pluralformen wie „die Disziplinarvorgesetzten“ sowie geschlechtsneutrale Ausdrücke wie „die Truppenführung“ verwendet werden. Ausnahmen bilden Dienstgrade; Funktions-, Ausbildungs-, Tätigkeitsbezeichnungen, die Dienstgradbezeichnung enthalten (z. B. -bootsmann) oder auf -offizier oder -unteroffizier enden; die Zusatz „vom Dienst“ oder „der Wache“ enthalten (z. B. „Maat der Wache“) und zusammengesetzte Begriffe, die keine Person bezeichnen („Artilleristenlied“, „Reservistenkrug“).
Da Frauen innerhalb der Streitkräfte eine Minderheit bilden, übernehmen sie teils bewusst, teils unbewusst die Wertevorstellungen der Mehrheit. Viele Soldatinnen haben daher ihre Waffe ganz bewusst „am Mann“. Sie nehmen sogar männliche Gestik sowie Gewohnheiten an. Einige Soldatinnen nutzen soldatensprachliche Vulgärsprache wie „Arsch runter“ oder scheuen sich nicht vor despektierlichen Ausdrücken für andere Soldatinnen wie „Weiber“ oder „Weibsen“. Generell bewirkt die Anwesenheit von Frauen den Rückgang von Zoten, Beleidigungen und Vulgärsprache als Bestandteil der „Soldatensprache“.

## Geschichtlicher Hintergrund und Forschungsstand in Deutschland
Die Soldatensprache hat ihre geschichtlichen Wurzeln zur Zeit des Dreißigjährigen Kriegs und entwickelte sich unter den damaligen Landsknechten. Sie wird als verwandt mit dem Rotwelsch beschrieben. Weitere Elemente entstammten der Mundart und der Burschensprache.
Die Sprachwissenschaft befasste sich erstmals um 1900 mit der Sprache der Soldaten. Neben der Soldatensprache traten auch alle anderen sogenannten Sondersprachen wie die Studentensprache und Rotwelsch in den Blickpunkt der Wissenschaft. Die Beschäftigung mit der Soldatensprache war geprägt vom Militarismus. Die damalige Sprachwissenschaft unterschied dementsprechend zwischen Fachsprache, Reglements und dem Argot.
Während der Zeit des Nationalsozialismus wurde die Soldatensprache zum einen als Kommandosprache, zum andern als Sprache der Militärorganisation gesehen. Unterschieden wurde die Sprache von der sogenannten „Kommisssprache“, dem was man heute als Soldatensprache versteht.
Untersucht wurde ebenso das „Soldatendeutsch“ innerhalb der deutschen Bundeswehr, die zu Anfang geprägt war von der Landsersprache des Ersten und Zweiten Weltkriegs, zum andern aber auch durch eine Verbreitung von Anglizismen über die Kontakte zur NATO. Ein spezifischer Sprachgebrauch entwickelte sich auch in der NVA und war wesentlich geprägt von den Hierarchieebenen.

### Deutsches Kaiserreich
- Paul Horn: Die deutsche Soldatensprache. 1. Aufl. 1899 (online), 2. Aufl. Alfred Töpelmann, Gießen 1905. Nachdruck: Melchior-Verlag, Wolfenbüttel 2010, ISBN 978-3-941555-42-6
- Otto Maußer: Deutsche Soldatensprache. Ihr Aufbau und ihre Probleme. Verlag Karl J. Trübner, Straßburg 1917 (Reprint De Gruyter Mouton 2019, ISBN 978-3-11-118285-8)

### Zeit des Nationalsozialismus
- Heinz Küpper:  Am A… der Welt. Landserdeutsch 1939–1945. Claassen, Hamburg [u. a.] 1970, ISBN 3-546-45828-1

### Bundesrepublik Deutschland
- Heinz Küpper: Von Anschiss bis Zwitschergemüse. Das Bundessoldatendeutsch von A–Z. Lizenzausgabe. Heyne, München 1986, ISBN 3-453-02225-4 (Heyne-Bücher 1–6630)
- Christian Dewitz: Y-Reisen. Der kleine Bundeswehr-Ratgeber. Heel, Königswinter 2001, ISBN 3-89365-928-5
- Ariane Slater: Militärsprache. Die Sprachpraxis der Bundeswehr und ihre geschichtliche Entwicklung. Rombach, Freiburg i.Br. 2015, ISBN 978-3-7930-9817-1

### DDR
- Jürgen Gebauer, Egon Friedrich Krenz: Maritimes Wörterbuch. Militärverlag der DDR, Berlin 1989, ISBN 3-327-00679-2
- Klaus-Peter Möller: Der wahre E. Wörterbuch der DDR-Soldatensprache. Lukas-Verlag, Berlin 2000, ISBN 3-931836-22-3